# Dolmányos varjú

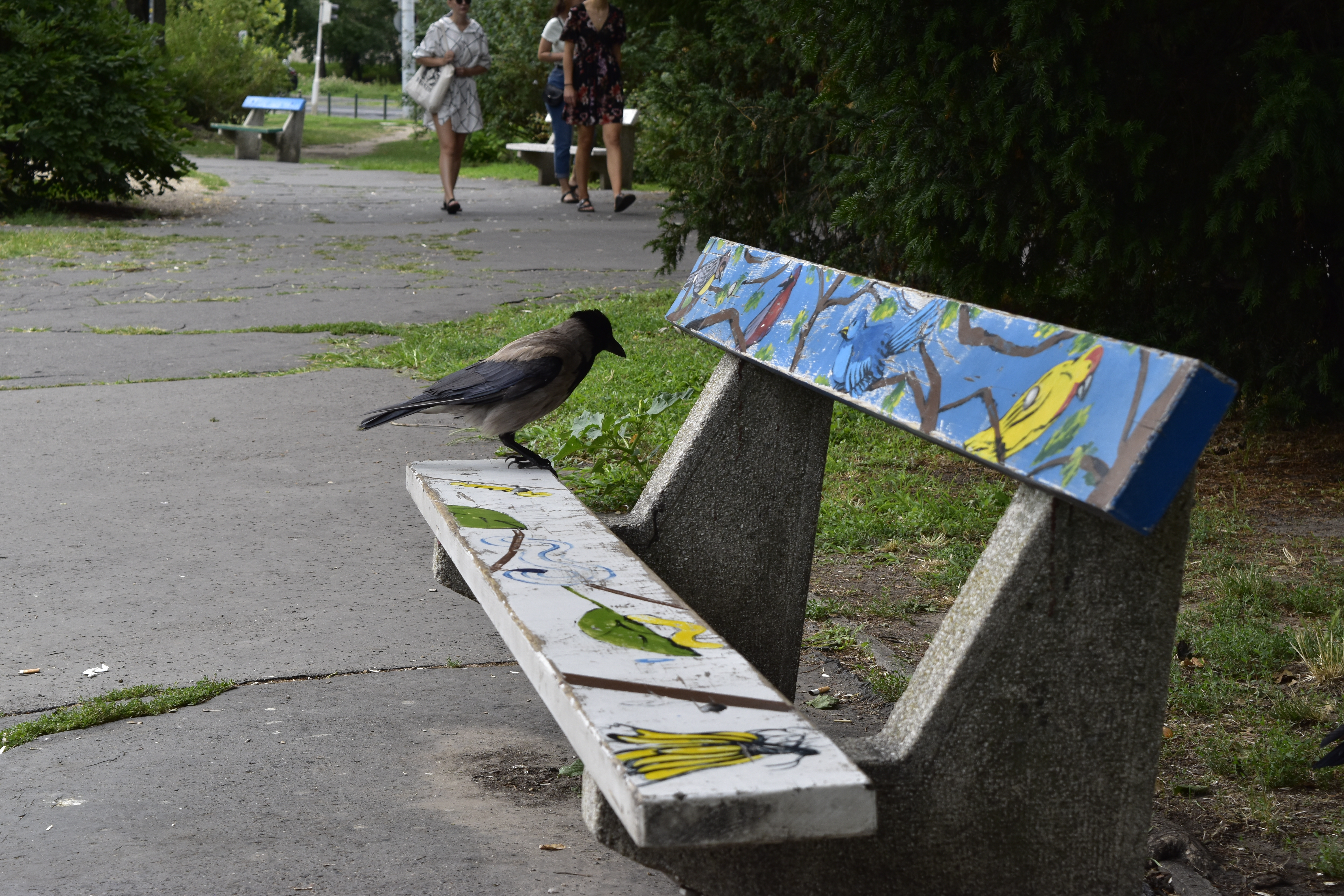
Dolmányos varjú városi környezetben

A dolmányos varjú vagy szürke varjú (Corvus cornix) a madarak (Aves) osztályának verébalakúak (Passeriformes) rendjébe, ezen belül a varjúfélék (Corvidae) családjába tartozó faj.
A kormos varjú (Corvus corone) alfajának tekintették Corvus corone cornix néven, 2002-ben azonban önálló fajjá nyilvánították. A kormos varjú vikariáló faja, vagyis közös őstől származnak, de különböző földrajzi területeket vagy különböző jellegű élőhelyeket elfoglalva és azokhoz alkalmazkodva alakultak más-más fajokká. Ott, ahol a kormos varjú és a dolmányos varjú előfordulási területei érintkeznek, létrejöhetnek hibrid példányok is, azonban nem olyan gyakran, mint azt korábban gondolták. Manapság a szóban forgó varjúfajnak négy elfogadott alfaja van, de ezek közül az egyiket, a Corvus cornix capellanus-t, mely Irak és Irán területén él, egyes kutatók önálló fajnak tekintik, mivel megjelenésben igen különbözik az európai törzsalfajtól.
Eurázsia egyik jellegzetes és gyakori madara. Észak-, Kelet- és Délkelet-Európában, valamint Észak-Afrikában és a Közel-Keleten, egészen Irán nyugati feléig széles körben elterjedt. A madár alapszíne hamuszürke, azonban a feje, torka, szárnyai, farktollai és a combján lévő tollak feketék. A csőre, a szemei és a lábai szintén fekete színűek. Mint minden varjúféle, a dolmányos varjú is opportunista, azaz mindenkori helyzethez alkalmazkodó, mindenevő; étlapján egyaránt található növényi és állati eredetű táplálék.

## Neve
A dolmányos varjú egyike azoknak a legelső állatoknak, melyeket Carl von Linné svéd természettudós, orvos és botanikus írt le és nevezett meg a „Systema Naturae” című enciklopédikus művében. A 18. században kiadott úttörő enciklopédiában, Linné eredetileg a ma is használt nevét, Corvus cornix-ot adta a madárnak. Ezek a megnevezések a latin nyelvből származnak: Corvus = „holló” és cornix = „varjú”. Később, sok évig, a hasonló megjelenésének és életmódjának köszönhetően a kormos varjú alfajának tekintették, Corvus corone cornix név alatt.
Skóciában és Észak-Írországban hoodie-nak, azaz „csuklyásnak” nevezik. Magyarul a dolmányos varjú elnevezés mellett további nevei még: szürke varjú, hamvas varjú, a népnyelv pedig kálomista (=kálvinista) varjúnak is nevezte, mivel nagyobb részben állati eredetű táplálékot fogyaszt. (Szemben a pápista /=katolikus/ varjúval, azaz a vetési varjúval, amely "böjtöl", vagyis nem, vagy csak nagyon kis mennyiségben eszik állati táplálékot.)

## Előfordulása
Európa északi és keleti, valamint Ázsia nyugati részén él és két kisebb populációja található a Brit-szigeteken és Észak-Afrikában (Egyiptom). Nagy számban mezőgazdasági területeken, erdőszélen fordul elő, de a városokban lévő fasorokban és ligetekben is látható, megszokta az emberek közelségét, így Budapesten is megtalálható. Észak- és Kelet-Európában költ. Dél-Európában és Nyugat-Ázsiában is előfordul. A Brit-szigetek északi részén, Németországban, Dániában, Észak-Olaszországban és Szibéria egy részén megosztja területét a kormos varjúval. Ezeken a területeken a két faj ivarképes hibrid állományokat hoz létre, bár ezek a madarak nem olyan jó alkalmazkodók, mint a szülőfajok példányai. Iránban és Oroszország középső részén nem kereszteződik a két varjúfaj.
A Brit-szigeteken, Skóciában és a környező skót szigeteken, valamint Man-szigeten költ a szóban forgó varjú. Írországban is számos költőpár él. Ősszel egyes madarak a Brit-szigetek keleti partjára költöznek. Korábban ezeken a helyeken gyakoribb vendégnek számított.

### Kárpát-medencei előfordulása
Magyarországon rendszeresen fészkel. A kormos varjúval rendszeresen kereszteződik és az itt lévő egyedek egy része a kettő hibridje.

## Alfajai
Jelenleg négy alfaját ismerik el, korábban őt magát is alfajnak – a kormos varjú alfajának – tekintették. Talán egy ötödik alfaja is létezik, a Corvus cornix sardonius (Trischitta, 1939), de a legtöbb ornitológus ennek állományait szétosztja más három alfaj között: az állomány legnagyobb részét a C. c. sharpii-nak, a korzikait a C. c. cornix-nak, míg a közel-keleti állományt a C. c. pallescens-nak tulajdonítják.
- Corvus cornix capellanus (P.L. Sclater, 1877) – Irakban és Iránban él. Testének az a része, mely hamuszürke kéne legyen, nála majdnem fehér, emiatt nagyon eltér a többi alfajtól.[11] Egyes ornitológus szerint nem is alfaj, hanem egy külön, önálló varjúfaj.[12]
- Corvus cornix cornix Linnaeus, 1758 – a törzsalfaj, mely Írországban, a Brit-szigeteken, főleg Skóciában és Európa legnagyobb részén egészen Korzikáig lelhető fel.
- Corvus cornix pallescens (Madarász, 1904) – Törökországban és Egyiptomban fordul elő; világosabb, mint más alfajok; a C. c. capellanus kivételével, melyhez igen hasonlít.
- Corvus cornix sharpii (Oates, 1889) – az alfaj taxon nevét, azaz a harmadikat, Richard Bowdler Sharpe angol zoológusról kapta. A Kaukázustól Nyugat-Szibériáig és Iránig található meg; világosabb árnyalatú, mint az európai alfaj.[11]

## Genetikai különbség a dolmányos varjú és a kormos varjú között

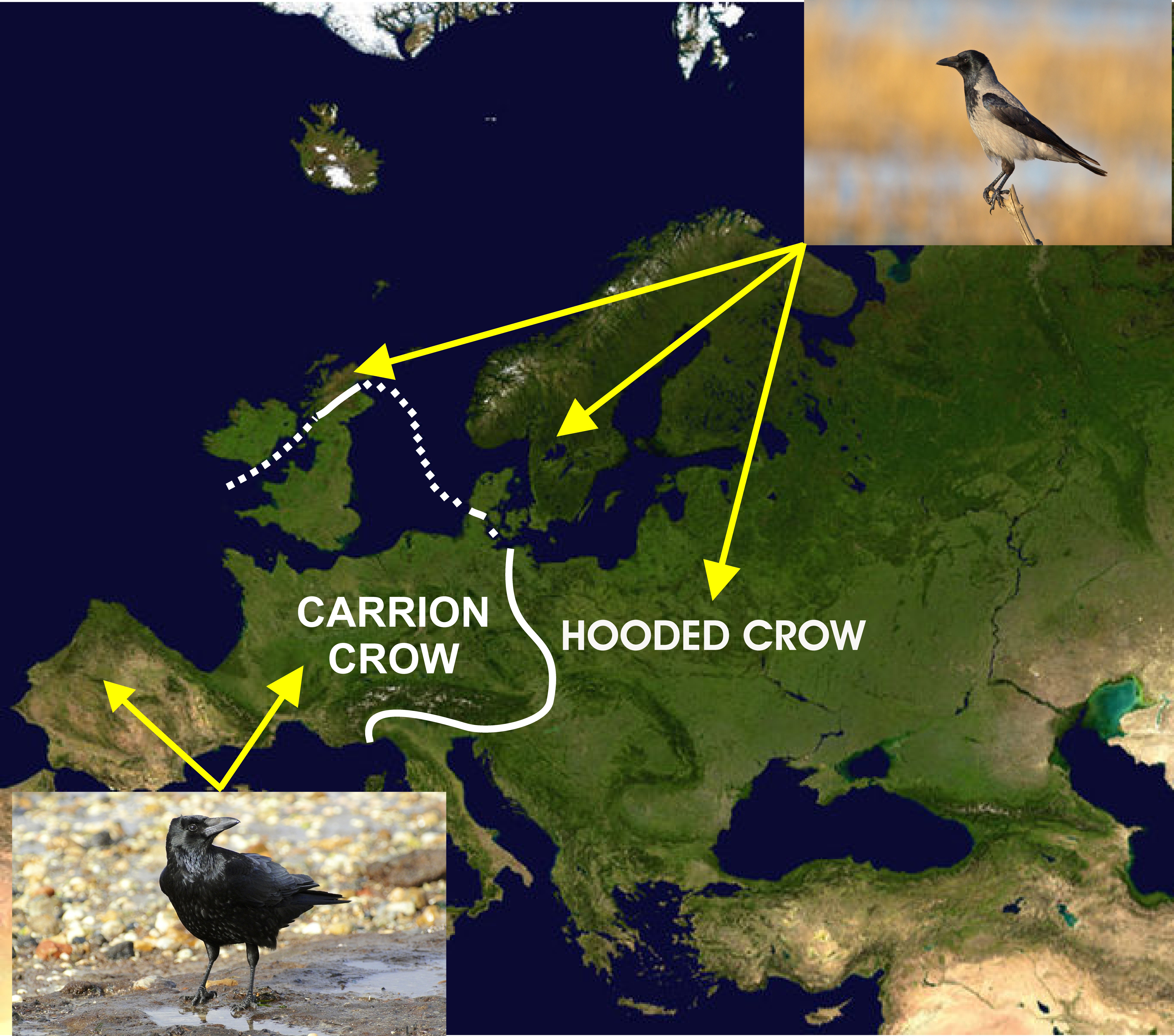
A két rokon madár elterjedése Európában. A fehér vonal jelöli a határt. A szaggatott vonalnál történik nagyobb mértékben a varjak közti kereszteződés
hooded crow: dolmányos varjú
carrion crow: kormos varjú

A dolmányos varjú és a kormos varjú két, nagyon közeli rokonfaj. A két madár előfordulási területe a mellékelt ábrán látható. Feltételezések szerint ez a területi felosztás a pleisztocén korban lévő eljegesedési ciklusoknak köszönhető. Vagyis az eljegesedés előtt e madarak közös őse e terület nagy részén élt, a jégkorszak beálltával a madár délebbre szorult és az állományok elszigetelődtek egymástól; ennek következtében elkezdett kialakulni a két mai madárfaj. A jégkorszakok között a madarak újból északabbra költöztek, ahol az állományok megint érintkezhettek. Poelstra és munkatársai feltérképezték mindkét varjúfaj majdnem teljes genomját. A mintákat mindkét fajnak több állományából szerezték be, hogy pontosabb képet kapjanak. Az eredmény igen meglepő, mivel úgy a DNS, mint az RNS szempontjából a két varjú között nincs különbség, mintha egy fajt alkotnának. Kivételt csak a 18. madár kromoszóma képez; ez kevesebb, mint <0,28%-a genomnak, és a dolmányos varjú szürke színéért felelős; emiatt a szürke testrészei nem feketék, mint a kormos varjúnál. Habár a két varjúfaj ivarképes hibridnek tud életet adni, ami időnként meg is történik az érintkező elterjedési területeknél; a legtöbb esetben azonban a teljesen fekete kormos varjak, csak más kormos varjakkal, míg a szürke dolmányos varjak kizárólag dolmányos varjakkal párosodnak; ez pedig azt jelenti, hogy e madaraknál a külső megjelenés számít a párválasztás során - a hibrid példányok túlszaporodása ilyen módon gátolva van. E varjaknál tehát nem a legéletrevalóbb példány a legvonzóbb, hanem amelyik a legjobban hasonlít a párkereső madárra; ez pedig új, elszigetelt vérvonalak, később fajok gyors kialakulásához vezethet. Unnikrishnan és Akhila kutatók szerint a közös területeken lévő hibridizáció fő akadályozója - annak ellenére, hogy a két varjú között nincs, vagy alig van alaktani és genetikai különbség - az úgynevezett koinophilia, melynek során a párválasztó példányok, a tőlük minél kevésbé eltérő párt választják.

## Megjelenése
Hossza 44–52 centiméter, szárnyfesztávolsága 84–100 centiméter, testtömege pedig 540–600 gramm. A hím egy kicsivel nagyobb a tojónál, de a színezet szempontjából teljesen egyformák. A háta és a testalja hamuszürke, míg feje, torka, szárnyai, farktollai és a combján levő tollak fényesen fekete színűek. Erős, vaskos csőre és a lábai feketék. A szivárványhártyája (iris) sötétbarna színű. Évente csak egyszer vedlik, ősszel, mint a legtöbb varjúfaj. Röpte lassú és erőteljes; szokatlanul egyenes vonalú. A fióka kikeléskor jóval sötétebb, feketébb, mint szülei. A nagyobb, fiatal madár viszont már világosabb és egyszínűbb, mint szülei; szemei kékes vagy szürkés árnyalatúak; a szája vörös színű.
A jellegzetes szürke-fekete színezetével a dolmányos varjút nemigen lehet összetéveszteni a kormos varjúval, vagy a nála kisebb csókával (Corvus monedula). Azonban a két rokon varjú károgása alig különböztethető meg.

## Életmódja
Ez a madárfaj lehet állandó, de kóborló is. A költési szezonon túl, laza állományokban akár 18-20 madár is együtt mozog a város különböző területén, főként nagyobb nyíltabb térségekben (például: sportpályákon) és ott, ahol koncentrált táplálkozási lehetőségek adódnak (például: állatkert területe).

### Táplálkozása
Főleg rovarokat, kisebb emlősöket, madarakat és dögöket eszik, de nem veti meg a növényi eledelt sem. Mindenevő és dögevő viselkedése a kormos varjúéra hasonlít. A rokonához hasonlóan, a dolmányos varjú csőrébe veszi a puhatestűt vagy a rákot és a magasban elereszti, hogy az a talajra érve széttörjön. A skótoknak van egy régi megnevezésük az ilyen módon felbontott tengerisünökre, crow's cups, ami magyarul azt jelenti, hogy „varjak csészéi”.
A tengerpartokon a sirályok, kárókatonák és egyéb tengeri madarak tojásait lopkodja; a tojásért a lundák (Fratercula arctica) fészkelőüregébe is bemerészkedik. Kisebb emlősökre és madarakra aktívan vadászik. Előszeretettel fogyaszt dögöt és ember által kidobott hulladékot. Amikor több táplálékhoz jut, mint amit meg tud enni - főleg hús és csonthéjas termés esetében -, akkor a fölöst elrejti; a rejtekhely lehet: esőcsatorna, virágcserép vagy bokor alatti talaj. A húsra rovarok is jöhetnek, emiatt a varjú plusz eleséghez fér. Az egymástól való lopások sem ritkák; ha az egyik varjú táplálékot rejt el, egy másik megfigyelheti és amikor a tulajdonos elrepül, a tolvaj „betör” az éléskamrába.

## Szaporodása

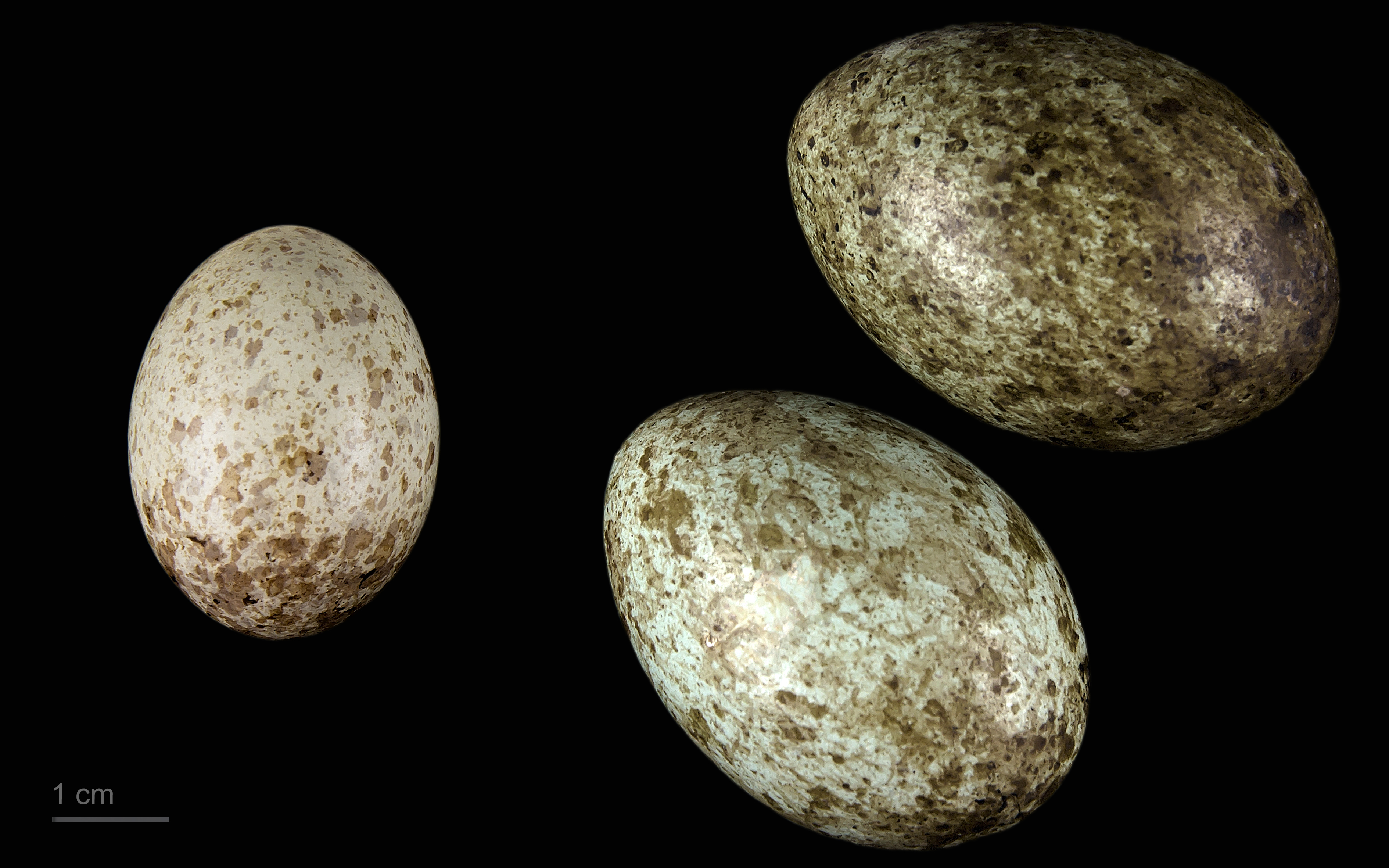
Clamator glandarius + Corvus cornix

Mezőgazdasági területekkel határos erdőkben, facsoportokban, mocsaras területek fáin fészkel. A fészek külső vázát ágakból készíti és anyaggal béleli ki. Magyarországon a fészeképítés már március közepétől megindul, a tojásrakás időszaka április eleje. Fészekalja 4-6 tojásból áll, melyen kizárólag a tojó 17-20 napig kotlik; kotlás közben a tojót a hím táplálja. Kikelésükkor a fiókák magatehetetlenek, és szüleik gondoskodására vannak szorulva. A fiókák 4-5 hetes korukig tartózkodnak a fészekben, de a szülők még utána is etetik őket. A ﬁókák kirepülésének ideje általában május vége, június eleje, a család még sokáig együtt marad.
A dolmányos varjú nagy és éghajlatilag változatos elterjedési területtel rendelkezik, emiatt a költési időszakai térségről térségre változhatnak. A hűvös Oroszország északnyugati részén, a Shetland-szigeteken és a Feröeren, csak május közepétől egészen június közepéig kezd fészkelni, míg a forró éghajlatú Perzsa-öböl térségében már késő februárban nekifog a költésnek. A Brit-szigetek melegebb részein a tojásokat már áprilisban rakja le. A jól megépített, ágakból készített fészek magas fákra, sziklaperemekre, öreg házakra vagy tartóoszlopokra kerül. Néha a talajra vagy annak közelébe építi fészkét. A fészke igen hasonlít a kormos varjúéra, azonban a tengerparton élő madarak az ágak mellett, algákat, csontokat és drótokat is felhasználnak a fészeképítéshez. A 4-6 darab, barnán pettyezett kék tojás, 4,3 centiméter x 3 centiméter; tömege 19,8 gramm, ebből 6% a tojáshéj.
A dolmányos varjú természetbeli élettartama 5-10 év (a rokon kormos varjú általában csak négy évet él); fogságban a legidősebb dolmányos varjú 16 évet és 9 hónapot élt.
A szóban forgó varjúfaj a pettyes kakukk (Clamator glandarius) másodlagos nevelőszülője fiókáinak; ez a kakukkfaj inkább a szarkát (Pica pica) kedveli. De az olyan helyeken, ahol a szarka hiányzik, mint például Egyiptomban és Izraelben, a dolmányos varjú válik a kedvelt nevelőszülővé.

## A dolmányos varjú és az ember

### Védettsége

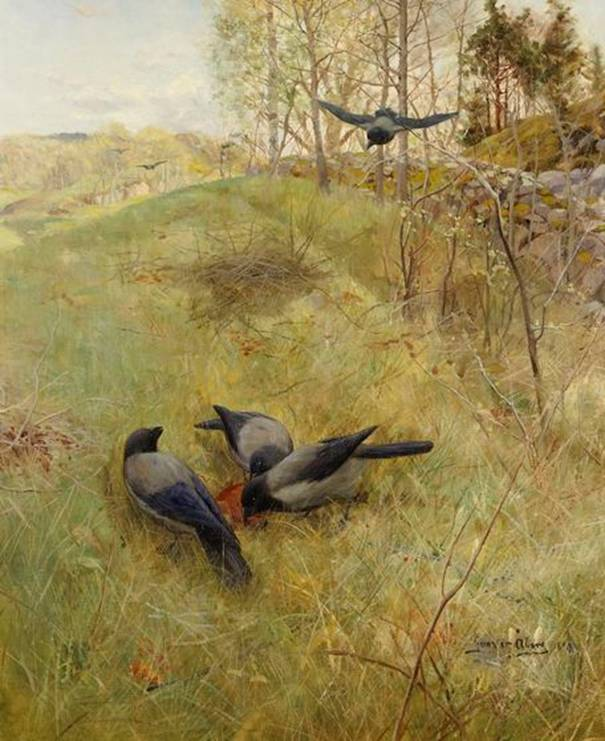
Gunnar Åberg: Gyűjtögető varjak (1890, festmény)

A Természetvédelmi Világszövetség (IUCN) nem választja szét a kormos varjút a dolmányos fajtól, a kettőt egyként kezeli. Az IUCN becslései szerint a két madár együttvéve körülbelül 10 millió négyzetkilométert ural, az európai állománya 14-34 millió fő közötti. A Világszövetség szerint három nemzedéken keresztül, azaz 10 éven belül az állomány nem fog 30%-os csökkenést érzékelni, emiatt nem fenyegetett fajként kezeli. A kormos-dolmányos hibrid állomány Európában lassan északnyugat felé terjeszkedik, de a dolmányos varjú még sincs veszélyben, mivel csak Európában - az orosz területek nélkül -, 3 millió km²-es területe, élőhelye van.

### Vadászata
Magyarországon természetvédelmi oltalom alatt nem áll, vadászható faj. Vadászati idénye július 1. és február utolsó napja között van, de apróvadas területeken külön engedéllyel gyéríthető az apróvad szaporodási idejében.
Mint sok más varjúfélét, a dolmányos varjút is irtják a farmokon és a fajdtelepeken. Az írországi Cork megyében, a kora 1980-as években a megyei vadászklub két év alatt több mint 23 000 dolmányos varjat lőtt le.

### Kulturális jelentősége
A kelta mitológiában ez a madár a haldokló Cúchulainn vállán ül; továbbá ábrázolhatja Morrígant, Tethra feleségét vagy Cailleachet, egy teremtő istenfélét. E hiedelmek miatt Skóciában és Írországban ezt a varjat sokszor a tündérekkel társítják. A 18. században a skót pásztorok ételáldozatokat adtak a varjaknak, nehogy azok rátámadjanak birkáikra. A feröeri néphagyományban az eladólány Gyertyaszentelő Boldogasszony napján egy kővel, egy csonttal és egy marék földdel varjú után dobál; ha a varjú a tenger felé repül, akkor a lány férje idegen lesz, ha valamelyik farm felé repül, akkor helybélivel házasodik, de ha a varjú nem repül el, akkor vénlányként fog meghalni.
Angliában a dolmányos varjú egyik régi neve a roystoni varjú (Royston crow); ez a megnevezés azokból az időkből származik, amikor e varjak gyakori téli vendégek voltak Anglia déli részén, főleg a Hertfordshire megyei Royston kisváros környékén, ahol a birkák tetemeivel táplálkoztak. Az 1855-ben létrehozott, helybéli újság címe „A roystoni varjú” volt (The Royston Crow). Az Észak-Hertfordshire Körzet Tanácsának (North Hertfordshire District Council) címerén dolmányos varjú van ábrázolva.
A dolmányos varjú egyike annak a 37 madárnak, mely jelen van az Oslóban lévő Királyi kastély (Slottet) Madártermében. A Jethro Tull együttes egyik dala, a „Jack Frost and the hooded crow” című megemlíti e madarat; Ez a szám a The Christmas Album digitális bónusz verziójában, a The Broadsword and the Beast címűben van meg.

### Fordítás
- Ez a szócikk részben vagy egészben  a   Hooded crow című angol Wikipédia-szócikk ezen változatának fordításán alapul.  Az eredeti cikk szerkesztőit annak laptörténete sorolja fel. Ez a jelzés csupán a megfogalmazás eredetét és a szerzői jogokat jelzi, nem szolgál a cikkben szereplő információk forrásmegjelöléseként.